# Danny aus den Birken
Danny aus den Birken (* 15. února 1985 Düsseldorf) je německý hokejový brankář. Je odchovancem klubu Adler Mannheim, hrál také za Heilbronner Falken, Iserlohn Roosters a Kölner Haie, od roku 2015 chytá v EHC Red Bull München. Je juniorským mistrem Německa z let 2002 a 2003 a má seniorský titul z let 2007, 2016 a 2017, v roce 2011 vyhrál s Kölner Haie Tatranský pohár. V německé hokejové reprezentaci působí od roku 2011, největším úspěchem je stříbrná medaile ze Zimních olympijských her 2018 v Pchjongčchangu, kde ho direktoriát turnaje zvolil nejlepším brankářem.